# Dicranopygium rupestre
Dicranopygium rupestre är en enhjärtbladig växtart som först beskrevs av Johann Friedrich Klotzsch, och fick sitt nu gällande namn av Gunnar Wilhelm Harling. Dicranopygium rupestre ingår i släktet Dicranopygium och familjen Cyclanthaceae. Inga underarter finns listade.